# Jarzmianka
Jarzmianka (Astrantia L.) – rodzaj roślin zielnych z rodziny selerowatych (Apiaceae) liczący 10 gatunków. Występuje w Europie środkowej, wschodniej i południowej (5 gatunków) oraz w rejonie Kaukazu i Turcji. Jedynym przedstawicielem we florze Polski jest jarzmianka większa A. major. Jarzmianki zasiedlają lasy i formacje trawiaste na terenach skalistych. Są to rośliny długowieczne i rozrastające się w duże kolonie.
Jarzmianka większa, zwłaszcza w odmianie z kwiatostanami czerwono zabarwionymi, uprawiana jest jako roślina ozdobna; uprawiane są także kultywary pochodzenia mieszańcowego, uzyskane w wyniku krzyżówek z jarzmianką największą A. maxima. Uprawiane poza tym bywają takie gatunki jak: jarzmianka kraińska A. carniolica, trójsieczna A. trifida, bawarska A. bavarica.

## Morfologia
PokrójByliny osiągające do 1 m wysokości, o łodygach wyprostowanych, nagich i słabo rozgałęzionych.
LiścieW większości odziomkowe i długoogonkowe, liście łodygowe są nieliczne. Blaszki dłoniasto wcinane lub klapowane, czasem tylko z trzema klapami, maksymalnie z 7. Brzegi blaszki ząbkowane, z ząbkami zakończonymi szczecinką.
KwiatyZebrane w pojedyncze baldaszki wsparte okółkiem okazałych pokryw, zielonych lub barwnych, zaostrzonych, pełniących rolę powabni. W efekcie cały kwiatostan przypomina pojedynczy kwiat (→ pseudancjum). Baldaszki takie bywają zebrane w nieregularne grono tworząc pozorny baldach złożony. W obrębie baldaszka środkowe kwiaty są obupłciowe i siedzące, brzeżne kwiaty męskie są krótkoszypułkowe. Działki kielicha okazałe. Korona tworzona jest przez 5 wolnych, białawych, czasem różowych płatków, mających kształt lancetowaty, na końcach odgiętych. Pręcików 5, zwykle dłuższych od płatków, o wydłużonych pylnikach. Zalążnia dolna, dwukomorowa, w każdej z komór z pojedynczym zalążkiem. Szyjki słupka dwie. Miodnik w postaci płaskiego krążka obecny jest tylko w kwiatach obupłciowych.
OwoceRozłupnia rozpadająca się na dwie rozłupki, żebrowane, gęsto okryte drobnymi łuskami.

## Systematyka
Jeden z rodzajów podrodziny Saniculoideae w obrębie selerowatych Apiaceae z rzędu selerowców.
Wykaz gatunków
- Astrantia bavarica Schult. – jarzmianka bawarska
- Astrantia carniolica Wulfen – jarzmianka kraińska
- Astrantia colchica Albov
- Astrantia major L. – jarzmianka większa
- Astrantia maxima Pall. – jarzmianka największa
- Astrantia minor L.
- Astrantia ossica Woronow ex Grossh.
- Astrantia pauciflora Bertol.
- Astrantia pontica Albov
- Astrantia trifida Hoffm. – jarzmianka trójsieczna